# 3. HVL 2022.
Treća hrvatska vaterpolska liga za 2022. godinu. 
 
Liga je igrana u ljetnim mjesecima. 

## Ljestvice i rezultati

### Šibenik
Ljestvica
| mj | klub                      | ut | pob | ner | por | gol+ | gol- | bod |
| -- | ------------------------- | -- | --- | --- | --- | ---- | ---- | --- |
| 1. | Gusar Sveti Filip i Jakov | 6  | 5   | 0   | 1   | 100  | 72   | 15  |
| 2. | Solaris B Šibenik         | 6  | 4   | 1   | 1   | 88   | 90   | 13  |
| 3. | Brodograditelj Betina     | 6  | 1   | 1   | 4   | 75   | 87   | 4   |
| 4. | Tisno                     | 6  | 1   | 0   | 5   | 69   | 84   | 3   |

 Izvori: 

 sibenik.in 

 sibenik.in, wayback  

## Vanjske poveznice
- hvs.hr